# Нежитино
Не́житино — село в Макарьевском районе Костромской области России. Административный центр Нежитинского сельского поселения.

## География
Село расположено на правом берегу реки Унжи, при её впадении в Горьковское водохранилище (Волга), на высоте около 100 м над уровнем моря.
Нежитино находится в 60 км к юго-востоку от города Макарьев и в 180 км к востоку от областного центра — города Костромы. Село исторически стояло на торговом тракте из Макарьева в Юрьевец.
Ближайшая железнодорожная станция находится в городе Мантурово. До 2015 года действовало вертолётное сообщение с Костромой (вертолёт Ми-2 Костромского авиапредприятия).

## Население
| 2008 | 2010 | 2014 |
| ---- | ---- | ---- |
| 451  | ↘384 | ↗453 |

## История
Территория современного Нежитинского сельского поселения издавна была покрыта густыми лесами. В IX веке сюда начали проникать славяне, а до этого здесь проживали племена мери. Первые поселения часто возникали на месте расчищенных лесных участков («починки») или получали названия, отражающие особенности местности («Шелыгино» — от «шалыга», пустое место).
Первое упоминание о поселении Нежитино относится к XVII веку. По местному преданию, название «Нежитино» возникло после эпидемии («моровой болезни»), опустошившей селение, сделав его на время «нежилым». Прежние названия — Воскресение-Коряково и Воскресенское — связаны с церковью Воскресения Христова и исторической Коряковской волостью, память о которой сохранилась в названии.
В XIX веке крестьяне Нежитина и окрестных деревень были переведены в разряд удельных. В окрестностях существовали помещичьи имения, например, имение Сокольского у деревни Волково («Запашка»). Местные жители славились как искусные плотники и резчики по дереву. Одним из них был Зирин, Ефим Степанович (XIX в.), уроженец деревни Яблоново, строивший резные дома и речные суда. Один из его домов из деревни Мытищи перевезён в Костромской музей деревянного зодчества.
В 1930-е годы началась коллективизация, приведшая к созданию колхозов. Колхоз «Путь к коммунизму» был образован около 1956 года и в 1960 году вошёл в состав колхоза «Россия» Нежитинского сельсовета.
Нежитинский сельсовет был образован в 1954 году путём объединения Овсянниковского, Волковского и Кобылинского сельсоветов Юрьевецкого района Ивановской области. В 1956 году сельсовет был передан в состав Кадыйского района Костромской области, а в 1958 году — в состав Макарьевского района Костромской области. В 1970-е годы в состав села Нежитино официально вошли близлежащие деревни: Малые Новосёлки, Большие Новосёлки, Савино-Завражье, Шелыгино, Михайлово, а также совхозный посёлок, известный как Марьина улица.
В советское время в селе велось активное строительство: были сделаны пристройки к школе, построены дома для учителей и специалистов, здание медпункта, клуба, ремонтировались дороги, проводилось благоустройство. В конце 1970-х годов население сельсовета составляло около 1200 человек.
В 1990-е годы, как и во многих сельских районах России, наблюдался экономический спад, сокращение сельскохозяйственного производства и отток населения, особенно молодёжи, в города.

## Экономика
Исторически основными занятиями жителей были земледелие (выращивание ржи, пшеницы, овса, гречихи, гороха, льна), рыболовство, бортничество, разведение коров, овец и лошадей. Излишки продукции продавали на базаре в Юрьевце. Были развиты ремёсла: производство дёгтя, изготовление кирпича, резьба по дереву (ложки, наличники, деревянная посуда), ткачество, плетение из лозы, гончарное дело.
Было распространено отходничество: местные мастера уходили на заработки в другие губернии для валяния валенок («жгонка») или работали весной на сплаве леса по Унже и Волге («весновка»).
В советское время основу экономики составлял колхоз (позднее — совхоз «Нежитинский»), занимавшийся сельским хозяйством. Действовало сельское потребительское общество (сельпо), обеспечивавшее торговлю товарами и заготовку продукции.
В настоящее время экономика носит преимущественно аграрный характер. Часть населения занята в бюджетной сфере (школа, администрация, ФАП, почта, дом культуры) и на лесозаготовках.

## Инфраструктура
В селе Нежитино функционируют:
- Администрация Нежитинского сельского поселения
- Дом культуры (ранее — сельский клуб)
- Сельская библиотека
- Отделение почтовой связи (индекс 157487)
- Фельдшерско-акушерский пункт
- Средняя общеобразовательная школа (с краеведческим музеем)
- Храм Воскресения Христова (Нежитино) (действующий)
- Магазины сельпо.

### Образование
Школа в Нежитине была открыта как земская в 1886 году, первоначально занятия проходили в крестьянских домах. Специальное здание было построено в 1891 году. В советское время школа прошла путь от начальной до средней общеобразовательной. В 1966 году к старому зданию была сделана пристройка. В 1997 году деревянное здание школы полностью сгорело. Новая школа была построена при поддержке государства и общественности (в том числе по инициативе «Российской газеты») и открыта 1 сентября 1999 года. При школе действует краеведческий музей.

### Культура
Дом культуры и библиотека ведут свою историю с избы-читальни, появившейся в 1920-х—1930-х годах. В советское время клуб и библиотека располагались в специально построенном в 1965 году здании и были центрами культурной жизни села: здесь работали кружки (драматический, вокальный, вязальный, фотокружок), агитбригады, проводились концерты, праздники, собрания. С 1995 года при Доме культуры существует вокальная группа «Завалинка», исполняющая народные и эстрадные песни, участвующая в местных и районных мероприятиях.

### Здравоохранение
Медицинскую помощь населению оказывает Фельдшерско-акушерский пункт (ФАП).

### Связь
Действует отделение почтовой связи. Доступна сотовая связь и доступ в Интернет.

## Культура и достопримечательности

### Храмовый ансамбль Воскресения Христова
- Церковь Воскресения Христова — каменный храм в стиле классицизма, построенный в 1803—1820 годах на месте старой деревянной церкви. Средства на строительство были собраны прихожанами[15][16]. В храме три престола: главный — Воскресения Христова, а также Введения во храм Пресвятой Богородицы и Святителя Николая Чудотворца[16]. В 1930-х годах церковь была закрыта и разграблена, использовалась как зернохранилище. Восстановлена и вновь освящена в 1988 году. Является действующим храмом и памятником архитектуры.
- Колокольня — восстановлена после 1988 года. Искусство колокольного звона возродили сыновья первого настоятеля о. Иоанна Веретяка и его племянник[16]. Сейчас на звоннице пять колоколов: три основных и два малых. Основные были отлиты во Владимире в 2006 году на средства благотворителей[16].

### Историческая застройка при храме
- Здание бывшей церковно-приходской школы — сохранилось, рядом также расположена бывшая сторожка[15].
- Дом диакона Озерова[15].
- Дом священника Скворцова — возвращён церкви[15].
- Дом культуры — занимает здание бывшего дома священника А. Оделевского, построенного в 1890 году[15].
- Церковная площадь — территория между храмом и Домом культуры. Ранее здесь находились торговые ряды[15].
- Часовня — деревянная, построена прихожанами В. В. и М. В. Кайкиными на месте утраченной в начале XX века[16].

### Мемориальный комплекс защитникам Отечества
Расположен в парке у школы.
- Центральный элемент — обелиск высотой 2,5 метра, установленный в 1969 году по инициативе председателя сельсовета А. А. Шаровой и директора совхоза Т. Г. Белова. Монумент сооружён рабочими В. И. Романовым и В. Д. Шеиным[17][18].
- Вокруг разбит парк (яблони, липы, тополя), за которым ухаживают школьники[17].
- По обе стороны обелиска размещены щиты с фамилиями погибших земляков.
- У обелиска проходят митинги 9 мая и 22 июня, с 2014 года — акция «Бессмертный полк»[18].
- В 2015 году установлены мемориальные плиты с 50 фотографиями фронтовиков (погибших и вернувшихся). Плиты изготовлены по инициативе А. Г. Антоновой и семьи Филатовых (Николай Николаевич и Вера Борисовна), средства собраны жителями[18].
- Также упоминаются плиты с именами участников Первой мировой и Гражданской войн, памятник вдовам и памятный знак[17] (требуется уточнение их местоположения).

### Природное и культурное наследие
- Дуб на школьном дворе — старое дерево, уцелевшее во время пожара школы в 1997 году[19].
- Родники — в окрестностях действует четыре источника. Среди них наиболее известен родник «Прозрение» у д. Хмельничное[19].
- Заваринский сосновый бор — природный массив на юге Нежитинского полуострова[19].
- Традиции ремёсел — в деревне сохраняются элементы плотницкого и резчицкого мастерства[1].
- Местные праздники и фольклор — в прошлом широко отмечались престольные праздники, устраивались народные гуляния[5]. Некоторые элементы фольклорной традиции сохраняются и в наше время[13].
- Природные ландшафты — живописные берега рек Унжи и Волги (Горьковское водохранилище).

## Известные уроженцы
- Зирин, Ефим Степанович (XIX в.) — мастер резьбы по дереву и плотник, строитель домов и судов[1].